# Эггидео
Эгги́део (Эги́ттео; лат. Eggideo, Egitteo; умер не ранее 818) — граф Камерино (не позднее 811—817), участник мятежа короля Италии Бернарда.

## Биография
О происхождении Эггидео ничего неизвестно. Он был одним из наиболее приближённых к Бернарду Итальянскому лиц: «Анналы королевства франков» называли его «первым среди друзей короля». Вероятно, от Бернарда Эггидео получил графство Камерино, в качестве правителя которого он зафиксирован в документах 811—814 годов и которым, возможно, владел и позднее. Эггидео стал первым графом Камерино, который был выделен в отдельный феод из Сполетского герцогства Винигиза.
В 817 году Эггидео стал участником восстания короля Бернарда против Людовика I Благочестивого. «Хроника Муассака» называет Эггидео главным зачинщиком мятежа, поднятого с целью обеспечить неприкосновенность итальянских владений Бернарда после опубликования императором раздела Франкского государства между своими сыновьями. Получив известие о действиях своего племянника, Людовик Благочестивый собрал войско и двинулся с ним в Италию. Видя свою неспособность оказать императорской армии серьёзное сопротивление, король Бернард прибыл в декабре в Шалон, где сдался на милость Людовика. Позднее сюда же прибыли и главные сторонники короля Италии, включая Эггидео. Все они были арестованы и перевезены в Ахен, где в апреле 818 года над ними состоялся суд. Вынесенный Бернарду и его приближённым смертный приговор был по приказу императора заменён ослеплением, однако король Италии и его камерарий Регинхард скончались от полученных во время казни ран.
О дальнейшей судьбе также подвергнутого ослеплению Эггидео сведений не сохранилось, а его графство вновь было передано под управление Винигиза.